# Fritz Hansen
Fritz Hansen, antiguamente conocido como Republic of Fritz Hansen, es una empresa danesa de diseño de muebles. Entre los diseñadores que han trabajado para Fritz Hansen incluyen a Arne Jacobsen (1902–1971), Poul Kjærholm (1929–1980), Hans J. Wegner (1914–2007) y Piet Hein (1905–1996). Fritz Hansen también colabora con arquitectos de mobiliario contemporáneo como Hiromichi Konno, Cecilie Manz y Kasper Salto.

## Historia
Fritz Hansen fue fundada en 1872, cuando Fritz Hansen, un carpintero danés, fundó su propia empresa de muebles y en 1915 presentó su primera silla en madera doblada al vapor. En 1934, Fritz Hansen comenzó su colaboración con Arne Jacobsen, lo que resultó en algunos de los iconos clásicos famosos del diseño danés, incluida la silla 'Ant' (1952), la 'Serie 7' (1955), el 'Grand Prix' (1957) 'Swan' (1958) y 'Egg' (1958). Otras colaboraciones famosas han dado como resultado la mesa Super-Elliptical de Piet Hein de 1968 y en 1982 Fritz Hansen adquirió los derechos de una parte importante de la colección de muebles de Poul Kjærholm. Desde los años 80 Fritz Hansen ha agregado nuevos diseños a la colección, incluida la mesa de ensayo de Cecilie Manz, T-NO1 de Todd Bracher, la silla RIN de Hiromichi Konno, las mesas Plano de Pelikan Design y la serie Ice de Kasper Salto.

## Diseños icónicos

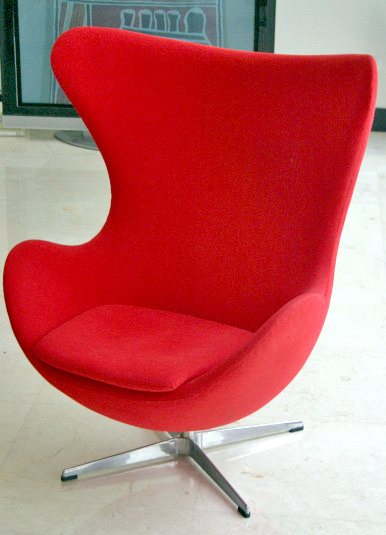
Silla Egg, por Arne Jacobsen
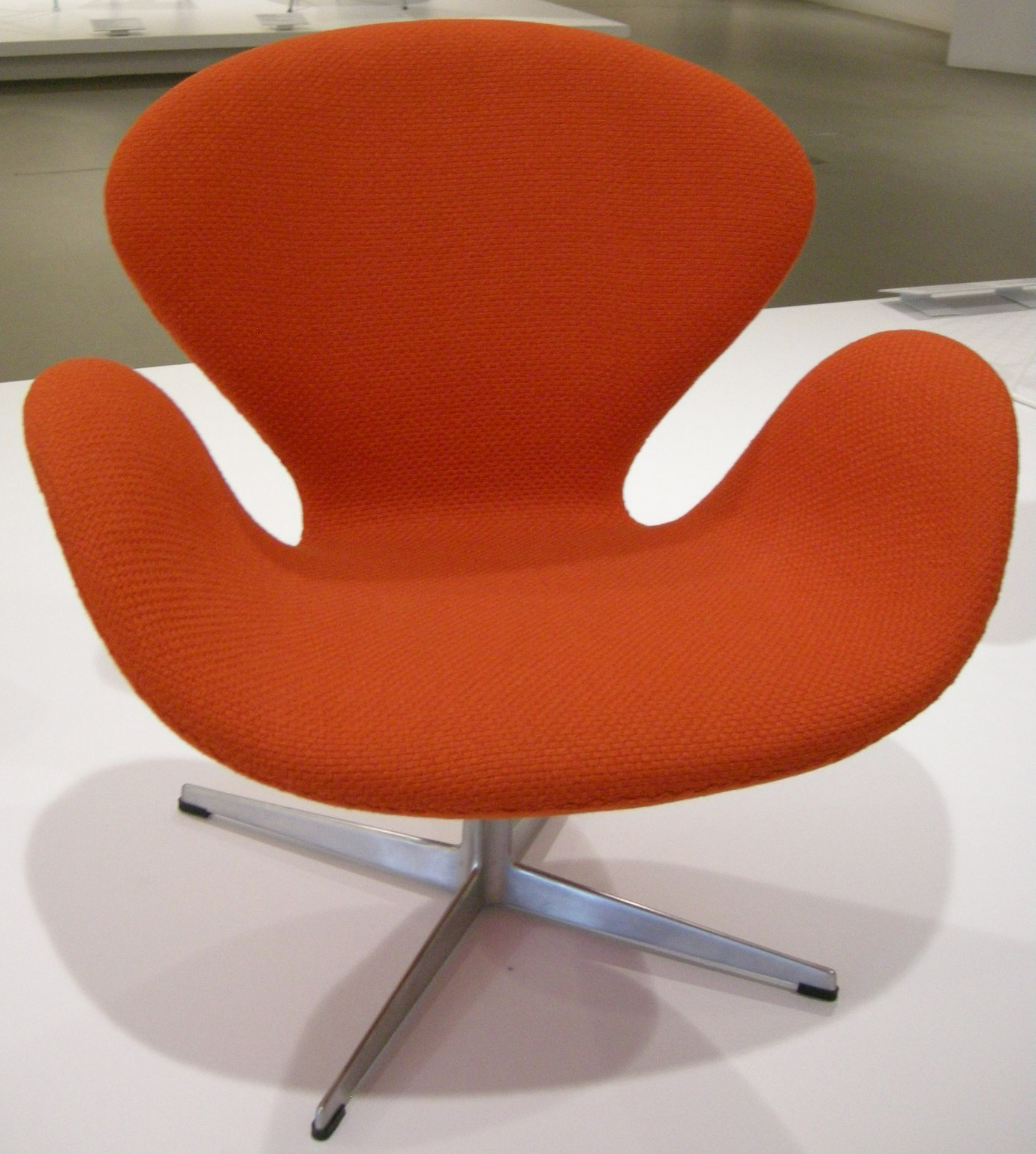
Silla Swan, por Arne Jacobsen
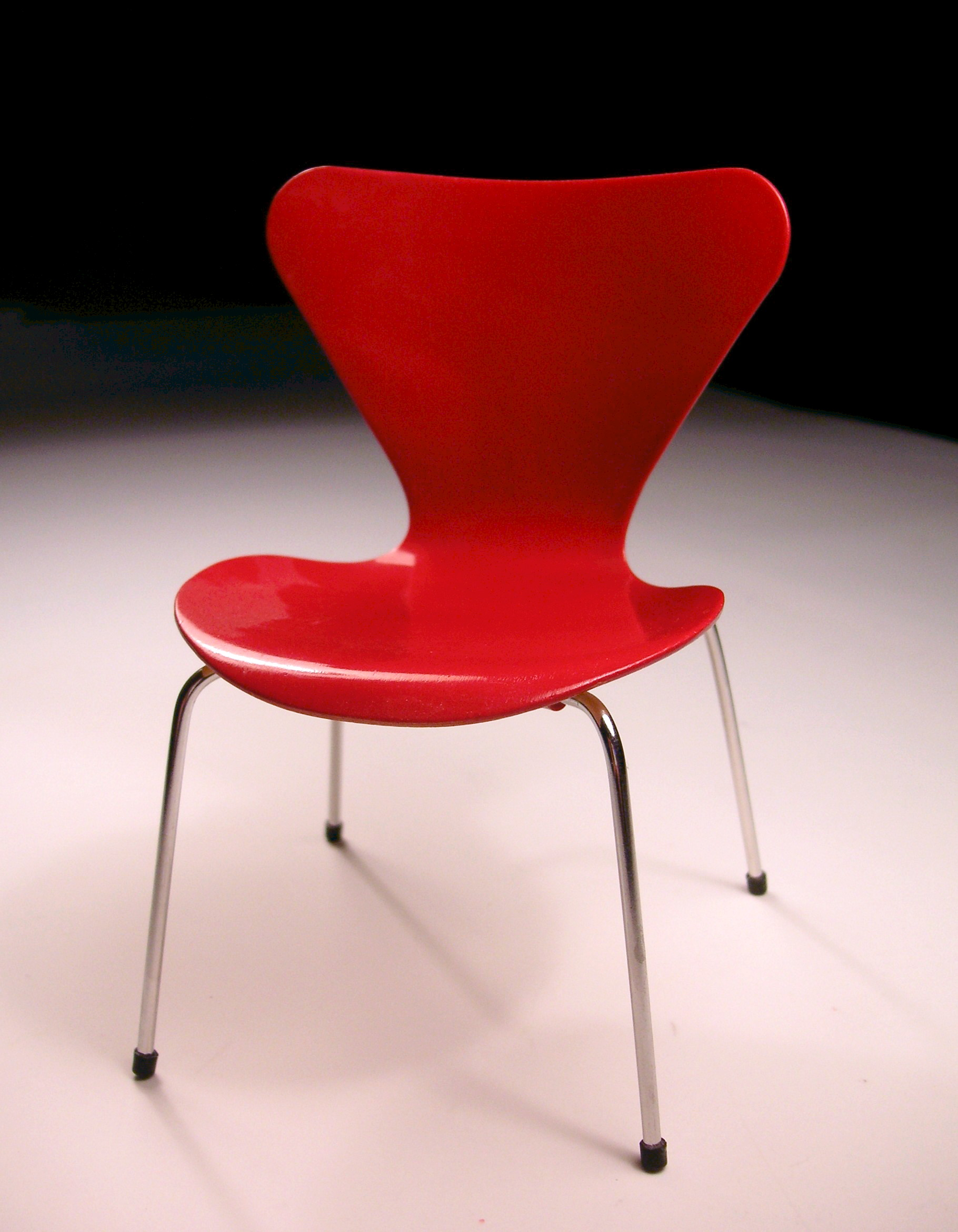
Silla 7 (1955), por Arne Jacobsen

## Diseñadores
Fritz Hansen fabrica los trabajos de diseñadores como Arne Jacobsen, Poul Kjærholm, Cecilie Manz, Hiromichi Konno, Piero Lissoni, Morten Voss, Bruno Mathsson, Todd Bracher, Hans J. Wegner, Hans S. Jakobsen, Kasper Salto, Pelikan Design, Jehs + Laub y Piet Hein.